# Vérzékenység
A vérzékenység a véralvadás zavara. Lényege, hogy a vér alvadása erősen lelassul, bármilyen seb erős vérzést okoz. Az igazi veszélyt azonban nem ez jelenti, hanem a spontán belső vérzések, amelyek lassanként tönkreteszik a beteg ízületeit, erős fájdalmakat és súlyos mozgáskorlátozottságot okozva.
A vérzékenységnek több oka is lehet. Legismertebb a hemofília, amit sokszor felületesen azonosítanak a vérzékenységgel. Azonban bármely véralvadási faktor csökkent mennyisége, vagy funkciózavara okozhat fokozott vérzési hajlandóságot. Az I-es, II-es, V-ös, VII-es, X-es, XIII-as faktorok autoszómán öröklődnek, így hiányuk mindkét nemet érintheti. A faktorokat a máj termeli, ezért annak súlyos károsodása a véralvadásban is zavarokat okoz. Több fertőző betegség, például a rózsahimlő és a kanyaró szövődményeként erőteljesen lecsökkenhet a vérlemezkék száma. Leukémiában az érett alakos vérelemeket éretlenek helyettesítik, így a vérlemezkék sem működnek megfelelően. A máj a II-es, a VII-es, a IX-es és a X-es faktorok képzéséhez K-vitamint igényel, ezért a K-vitamin hiánya is kihat a véralvadásra. Egyes véralvadásgátlók túladagolása is okozhatja. A Magyar Hemofília Egyesület adatai alapján a Magyarországon élő 2727 vérzékeny közül 803 A típusú, 198 B típusú hemofíliás, míg 1306-an Von Willebrand-betegségben, és 420-an más vérzéses betegségben szenvednek.
Tünetek és diagnózis
A vérzékenység tünetei közé tartozik a gyakori vagy elhúzódó orrvérzés, a szokatlanul könnyen kialakuló véraláfutások, a foghúzás vagy kisebb műtétek utáni hosszan tartó vérzés, valamint a spontán ízületi vérzés (hemarthrosis), amely kezeletlen esetben maradandó ízületi károsodáshoz vezethet. Súlyos esetekben agyvérzés, gyomor-bélrendszeri vérzés vagy más életveszélyes belső vérzés is előfordulhat.
A diagnózis felállítása laboratóriumi vizsgálatokon alapul, amelyek közé tartozik a teljes vérkép, a vérlemezkeszám és -funkció mérése, a véralvadási faktorok aktivitásának meghatározása, valamint a genetikai vizsgálat a veleszületett formák azonosítására. A leggyakrabban alkalmazott vizsgálatok a vérzési idő, a parciális tromboplasztin idő (a belső alvadási útvonal értékelésére), a Quick-érték (a külső alvadási útvonal vizsgálatára) és a fibrinogénszint mérése.
Súlyosságát több mérőszámmal mérik, ezek egyike a vérlemezkék funkciózavarára vonatkozó vérzési idő. Egy másik mérőszám a parciális tromboplasztin idő, amit a hemofília, a Von Willebrand–Jürgens-szindróma egyes változatai, a K-vitaminhiányos vérzékenység, a sincumaros és a heparinos kezelés túllövése esetén használnak. A Quick-érték a véralvadási kaszkád külső rendszerének, a parciális tromboplasztin idő a kaszkád belső rendszerének működőképességét méri. Figyelni kell még a vérlemezkék számát és működőképességét is.
Kezelés
A kezelés célja a vérzés csillapítása és a későbbi vérzések megelőzése. Veleszületett faktorhiány esetén a terápia alapja a hiányzó véralvadási faktor pótlása intravénás készítményekkel (például VIII-as faktor A-típusú hemofíliában, IX-es faktor B-típusban). Enyhébb formáknál, valamint egyes Von Willebrand–Jürgens-szindróma-típusoknál desmopresszin (DDAVP) adható, amely serkenti a tárolt faktorok felszabadulását. Helyi és szisztémás antifibrinolitikumok, például tranexámsav is alkalmazhatók a vérzés megfékezésére, különösen fogászati beavatkozások vagy kisebb műtétek esetén.
Súlyos hemofíliában profilaktikus (megelőző) faktorpótlás javasolt, amellyel csökkenthető a spontán ízületi vérzések és a maradandó ízületi károsodás kockázata. A modern terápiás lehetőségek között megjelent a génterápia, amely kísérleti stádiumban van, de ígéretes eredményeket mutat a faktorszint tartós normalizálásában.
Szövődmények
Kezelés hiányában ismételt ízületi bevérzések alakulhatnak ki, amelyek krónikus ízületi gyulladáshoz (hemofíliás arthropathia) és mozgáskorlátozottsághoz vezethetnek. A múltban, amikor a faktorpótlás vérkészítményekből történt megfelelő vírusinaktiválás nélkül, fennállt a HIV-fertőzés és a hepatitis kockázata, ma azonban a korszerű, tisztított és szintetikus készítmények ezt a veszélyt nagymértékben kiküszöbölték.
Megelőzés és életmód
A vérzékeny betegeknek ajánlott kerülniük a magas sérülésveszéllyel járó tevékenységeket, például a kontakt sportokat. Orvosi beavatkozások, műtétek vagy fogászati kezelések előtt faktorpótlás szükséges a vérzés megelőzésére. A nőbetegek számára speciális nőgyógyászati gondozás javasolt, és terhesség alatt fokozott hematológiai ellenőrzésre van szükség. A rendszeres hematológiai kontroll és az önmegfigyelés segíthet a szövődmények megelőzésében.
Az A és a B típusú hemofília öröklésmenete miatt sokan úgy vélik, hogy csak férfiak lehetnek vérzékenyek, ez azonban téves. A vérzékeny nők menstruációja bővebb, erőteljesebb és hosszabb egészséges társaiknál; az életet nem veszélyezteti. A hemofíliát hordozó nők 20%-a az enyhe hemofília tüneteivel küzd, 30% alatti faktorszinttel. Terhességük alatt azonban faktorszintjük megemelkedik, lehetővé téve a kockázatmentes gyerekvállalást. A Von Willebrand-betegek szülése azonban erős vérzéssel járhat, ezért ekkor külön kezelést igényelnek.